# Двама под небето
„Двама под небето“ е български игрален филм (драма) от 1962 година на режисьора Борислав Шаралиев, по сценарий на Анжел Вагенщайн. Оператор е Тодор Стоянов. Музиката във филма е композирана от Лазар Николов.

## Състав

### Актьорски състав
| Изпълнител         | Роля                                                                |
| ------------------ | ------------------------------------------------------------------- |
| Апостол Карамитев  | Стефан Иванов Ковачев                                               |
| Виолета Донева     | Таня                                                                |
| Стефан Гъдуларов   | Ореховски                                                           |
| Цветана Николова   | Ореховска                                                           |
| Стойчо Мазгалов    | Вълчо, партийния секретар                                           |
| Донка Шаралиева    | майката на Таня                                                     |
| Георги Калоянчев   | турчето                                                             |
| Стоянка Мутафова   | будкаджийката                                                       |
| Герасим Младенов   |                                                                     |
| Мирослава Стоянова | администраторката                                                   |
| Климент Денчев     | шофьорът                                                            |
| Наум Шопов         | дървеният философ от Павел баня (не е посочен в надписите на филма) |
| Петър Вучков       | Ичо (не е посочен в надписите на филма)                             |
| Димитър Добрилов   | (не е посочен в надписите на филма)                                 |
| Иван Трифонов      | (не е посочен в надписите на филма)                                 |

### Творчески и технически екип
| Режисьор          | Борислав Шаралиев                                                  |
| Сценарий          | Анжел Вагенщайн                                                    |
| Оператор          | Тодор Стоянов                                                      |
| Художник          | Георги Иванов                                                      |
| Костюми           | Теодора Джебарова                                                  |
| Музика            | Лазар Николов                                                      |
| Звук              | Дончо Хинов                                                        |
| Монтаж            | Ана Манолова Борислав Пенев                                        |
| Архитект          | Петко Бончев                                                       |
| Помощник режисьор | Боян Маринчев                                                      |
| Помощник оператор | Велчо Велчев                                                       |
| Асистент-режисьор | Никола Рударов                                                     |
| Асистент-оператор | Борис Янакиев                                                      |
| Грим              | Лили Ламбрева                                                      |
| Директор          | Димитър Гьошев                                                     |
| Производство      | Българска кинематография Студия за игрални филми /Copyright © 1962 |

## Награди
- Награда за операторска работа и Награда за музика, Варна, 1962